# San Martín, San Mateo del Mar
San Martín är en ort i Mexiko.   Den ligger i kommunen San Mateo del Mar och delstaten Oaxaca, i den sydöstra delen av landet, 600 km sydost om huvudstaden Mexico City. San Martín ligger 24 meter över havet och antalet invånare är 211.
Terrängen runt San Martín är platt. Havet är nära San Martín åt sydost.  Närmaste större samhälle är Salina Cruz, 8,3 km väster om San Martín. 